# Medeglia
Medeglia es una antigua comuna suiza del cantón del Tesino, localizada en el distrito de Bellinzona, círculo de Giubiasco. Actualmente es una de las fracciones de la comuna de Monteceneri, en el distrito de Lugano.

## Fusión
Después del 21 de noviembre de 2010 la comuna de Medeglia es una de las cinco "fracciones" de la comuna de Monteceneri, junto con las antiguas comunas de Bironico, Camignolo, Rivera y Sigirino.
Medeglia fue una de las cinco comunas en aprobar la primera votación consultativa del 25 de noviembre de 2007 en la que se preguntaba a los votantes si estaban de acuerdo con la fusión de las siete comunas en una sola denominada Monteceneri. En Medeglia de un total de 250 votos (84% de participación), 175 fueron a favor (71%), mientras que 70 fueron desfavorables (29%). En la segunda votación del 25 de abril de 2010, de un total de 224 votos (75% de participación), 181 fueron a favor (83%), mientras que 37 fueron desfavorables (17%).

## Geografía
La antigua comuna se encontraba situada en el distrito de Bellinzona y limitaba al norte con la comuna de Cadenazzo, al este con Isone, al sur con Capriasca y Camignolo y al occidente con Bironico.
Gracias a la comunanza Medeglia-Cadenazzo, limitaba también con las comunas de Camorino y Pianezzo al norte, al este con Sant'Antonio, al sur con Camignolo, Capriasca y Ponte Capriasca, y al oeste de nuevo con Isone. De hecho Medeglia trajo con sigo la comunanza a la nueva comuna de Monteceneri. Tras la fusión la comunanza pasó a llamarse comunanza Monteceneri/Cadenazzo.